# Brock n.º 64
Brock n.º 64 es un municipio rural canadiense situado en la provincia de Saskatchewan.

## Superficie
Brock n.º 64 tiene una superficie de 784,64 km².

## Demografía
En 2021, tenía 252 habitantes, una densidad poblacional de 0,3 hab./km², y 121 viviendas.